# CF Industries
CF Industries ist ein Hersteller und Vertreiber von Düngemitteln mit Sitz in Deerfield bei Chicago. Das Unternehmen ist eine Tochter von CF Industries Holdings und produziert Stickstoff- und Phosphatdünger.

## Geschichte
Gegründet wurde das Unternehmen 1946 als Düngemittelhändler für regionale Landwirtschaftsunternehmen. Das Unternehmen weitete seinen Vertrieb aus und begann mit der Düngerproduktion. 2005 erfolgte der Börsengang der CF Industries Holdings, Inc. an der New York Stock Exchange. Im März 2010 übernahm das Unternehmen Terra Industries für 0,0953 eigene Aktien und 37,15 Dollar in bar pro Terra-Industries-Aktie. Insgesamt zahlte CF Industries 4,7 Mrd. US-Dollar. Im Herbst 2014 signalisierte Yara ihr Interesse, CF Industries für 27,5 Mrd. $ übernehmen zu wollen.
Am 6. August 2015 einigten sich CF Industries und der niederländische Konkurrent OCI auf die Übernahme der wesentlichen Geschäftsbereiche von OCI für 8 Milliarden US-Dollar. Nach der Übernahme, deren Abschluss für Mitte 2016 geplant war, sollte CF Industries seinen Sitz in die Niederlande verlegen und der weltweit größte Hersteller von Stickstoffdünger sein. OCI sollte nach der Übernahme einen Anteil von 27,7 % an CF Industries halten und einzelne Beteiligungen an Stickstoffdüngerherstellern in den Niederlanden, Ägypten und Algerien behalten. Im Mai 2016 wurde bekannt, dass CF Industries sein Angebot zurückgezogen hat.